# Karaté en France
L'importation de cet art martial en Europe ayant été conduite par des Français, le karaté en France jouit de racines anciennes qui expliquent pour partie, en plus de l'encadrement de qualité offert par la Fédération française de karaté et disciplines associées, les bons résultats de ce pays durant les principales compétitions internationales. Les karatékas tricolores ont ainsi remporté de nombreuses médailles durant les championnats d'Europe ou du monde de la discipline, ce qui a permis à ce pays de se classer relativement souvent en tête du classement final des médailles.

## Résultats internationaux

### Championnats du monde de karaté
|      | Compétition                    | Compétition                    | Compétition                    | Médailles | Médailles | Médailles | Médailles |
| Rang | Année                          | Ville hôte                     | Pays hôte                      | Or        | Argent    | Bronze    | Total     |
| ---- | ------------------------------ | ------------------------------ | ------------------------------ | --------- | --------- | --------- | --------- |
| 3    | 1970                           | Tōkyō                          | Japon                          | 0         | 0         | 1         | 1         |
| 1    | 1972                           | Paris                          | France                         | 1         | 0         | 1         | 2         |
| —    | 1975                           | Long Beach                     | États-Unis                     | 0         | 0         | 0         | 0         |
| 4    | 1977                           | Tōkyō                          | Japon                          | 0         | 0         | 1         | 1         |
| 3    | 1980                           | Madrid                         | Espagne                        | 1         | 2         | 2         | 5         |
| 3    | 1982                           | Taipei                         | Taipei chinois                 | 1         | 2         | 4         | 7         |
| 3    | 1984                           | Maastricht                     | Pays-Bas                       | 2         | 1         | 4         | 7         |
| 3    | 1986                           | Sydney                         | Australie                      | 2         | 2         | 1         | 5         |
| 4    | 1988                           | Le Caire                       | Égypte                         | 2         | 1         | 4         | 7         |
| 2    | 1990                           | Mexico                         | Mexique                        | 4         | 1         | 2         | 7         |
| 6    | 1992                           | Grenade                        | Espagne                        | 1         | 1         | 7         | 9         |
| 2    | 1994                           | Kota Kinabalu                  | Malaisie                       | 4         | 3         | 4         | 11        |
| 3    | 1996                           | Sun City                       | Afrique du Sud                 | 3         | 2         | 2         | 7         |
| 1    | 1998                           | Rio de Janeiro                 | Brésil                         | 5         | 4         | 2         | 11        |
| 1    | 2000                           | Munich                         | Allemagne                      | 6         | 6         | 4         | 16        |
| 1    | 2002                           | Madrid                         | Espagne                        | 3         | 3         | 4         | 10        |
| 6    | 2004                           | Monterrey                      | Mexique                        | 1         | 4         | 5         | 10        |
| 4    | 2006                           | Tampere                        | Finlande                       | 2         | 1         | 2         | 5         |
| 2    | 2008                           | Tōkyō                          | Japon                          | 2         | 2         | 3         | 7         |
| 5    | 2010                           | Belgrade                       | Serbie                         | 1         | 3         | 1         | 4         |
| 1    | 2012                           | Paris                          | France                         | 7         | 2         | 4         | 13        |
| 3    | 2014                           | Brême                          | Allemagne                      | 2         | 3         | 3         | 8         |
| 2    | Toutes compétitions confondues | Toutes compétitions confondues | Toutes compétitions confondues | 41        | 38        | 54        | 133       |